# 1739 Маєрман
1739 Маєрман (1739 Meyermann) — астероїд головного поясу, відкритий 15 серпня 1939 року.
Тіссеранів параметр щодо Юпітера — 3,607.